# Anthrobia monmouthia
Anthrobia monmouthia är en spindelart som beskrevs av Tellkampf 1844. Anthrobia monmouthia ingår i släktet Anthrobia och familjen täckvävarspindlar. Inga underarter finns listade i Catalogue of Life.